# پی-۶ هاوک
پی-۶ هاوک (به انگلیسی: Curtiss_P-6_Hawk) یک هواگرد از نوع جنگنده ساخت شرکت Curtiss Aeroplane and Motor Company است. این هواگرد در سال ۱۹۲۷ میلادی رسماً معرفی گردید و در سال‌های ۱۹۲۹ تولید شده‌است. در مجموع، تعداد 70 فروند از این هواگرد ساخته شده‌است.